# Zabłocie (gmina Biała Podlaska)
Zabłocie – wieś w Polsce położona w województwie lubelskim, w powiecie bialskim, w gminie Biała Podlaska.
| SIMC    | Nazwa     | Rodzaj  |
| ------- | --------- | ------- |
| 0011127 | Osienniki | kolonia |

Wierni Kościoła rzymskokatolickiego należą do parafii Najświętszego Serca Pana Jezusa w Sworach.
W latach 1975–1998 miejscowość należała administracyjnie do województwa bialskopodlaskiego.
Zabłocie, dawniej Osieniki, to rozległa wieś położona 2 kilometry na południowy wschód od Swór. Powstała w okresie międzywojennym, wskutek komasacji gruntów. Na pustych polach osiedlali się mieszkańcy Swór (miejsce dawniej należało do wspólnoty wiejskiej, na podmokłych terenach mieszkańcy wypasali bydło i owce).